# Philip Lavery
Pour les articles homonymes, voir Lavery.
Philip Lavery, né le 17 août 1990 à Dublin, est un coureur cycliste irlandais.

## Biographie
Fin 2015, il signe un contrat avec la nouvelle équipe continentale galloise Dynamo Cover. Cependant l'équipe ne voit pas le jour et il signe finalement dans l'équipe UC Nantes Atlantique.

## Palmarès sur route

### Par années
- 2007
  - 2e du championnat d'Irlande sur route juniors
- 2008
  - Rás an Turcaí Galway
- 2009
  - Rás an Turcaí Galway
  - 3e du championnat d'Irlande sur route espoirs
- 2010
  - Tour of the North :
    - Classement général
    - 1re et 2e étapes

  - 1re étape du Tour d'Ulster
  - 2e du Lincoln Grand Prix
  - 3e du Tour d'Ulster
- 2012
  - Shay Elliott Memorial Race
  - 2e de la Ronde pévéloise
  - 3e du championnat d'Irlande sur route
- 2013
  - Souvenir Jean-Lacroix
  - Tour du Charolais
  - 1re étape du Tour de Franche-Comté
  - Prix des Vallons de Schweighouse
  - Prix de la Chapelle-lès-Luxeuil
  - 2e d'Annemasse-Bellegarde et retour
  - 2e du championnat d'Irlande sur route
  - 3e du Grand Prix de Cours-la-Ville
- 2016
  - Bobby Power Memorial
  - Seamus Kennedy Memorial
  - Ballivor GP
  - Mountnugent GP
  - 2e du Des Hanlon Memorial
  - 2e du championnat d'Irlande du critérium
- 2017
  - 1re étape du Tour of Good Hope
  - Coombes Connor Memorial
  - Noel O’Neill Trophy
  - Raparee Cup
- 2018
  - Coombes-Connor Memorial

### Classements mondiaux
| Année           | 2009 | 2010 | 2011   | 2012 | 2013 |
| --------------- | ---- | ---- | ------ | ---- | ---- |
| UCI Europe Tour | 995e |      | 1 010e | 321e | 455e |

## Palmarès sur piste

### Jeux du Commonwealth
- New Delhi 2010
  -  Médaillé de bronze de la poursuite par équipes